# Miquel Comalada
Miquel Comalada (segle xv – segle xvi) va ser un escriptor i religiós català. Va ser monjo al monestir de Sant Jeroni de Barcelona. Se'l considera autor de l'obra Espill de la vida religiosa (amb sobrenom de Desitjós, pel nom del protagonista), publicada a Barcelona el 1515.

## Espill de la vida religiosa, oDesitjós
Aquesta obra és un «tractat asceticomístic novel·lat», o, si voleu, una novel·la. Escrita en un to simbòlic, és una mostra important del moviment conegut com a Devotio moderna i que a partir del segle xvi es va desenvolupar d'una manera considerable. Es va substituir la meditació basada en la contemplació dels passatges de l'Evangeli per l'oració metòdica i els recursos psicològics. El llibre té una estructura antiga, influenciada per l'obra de Ramon Llull, i s'hi troben els indicis d'una nova espiritualitat.
Està composta per dues parts que es complementen entre si. En la primera part es desenvolupa el tema de la doctrina i les condicions que té la contemplació mística. La segona part està formada per un compendi sobre l'oració contemplativa. El llenguatge utilitzat és senzill i s'utilitza el recurs del diàleg per aconseguir mantenir l'interès per part dels lectors.

## Traduccions de l'Espill fins al s. XVII
Editat només dues vegades en català (1515, 1529), als segles XVI i XVII se'n van fer com a mínim 130 edicions de l'Espill de la vida religiosaen al menys 13 idiomes, com ara l'italià (1527, 8 edicions), el castellà (1533, 12 edicions), el francès (1551), l'alemany (Dillingen, 1551, 5 edicions), el portuguès, el llatí (1553, pel cartoixà Laurentius Surius, a Colònia, a partir de l'alemany; per Arnold van der Meer, Lovaina, 1554; i Desiderivs. Dialogvs vere pius, et cum primis iucundus, de expedita ad Dei amorem via, Dillingen, Alemanya, 1583), el neerlandès, l'irlandès, l'anglès, el danès, el polonès [Desiderosus abo Ścieczka do miłości Bożey y do doskonalośsci zywota chrześsciańskiego (Desitjós o el camí cap a l’amor de Déu i a la perfecció de la vida cristiana), pel metge polonès Kasper Wilkowski, Cracòvia, 1589, a partir de la 3a edició llatina; i 3 edicions més: 1594, 1599, 1625], l'ucraïnès [1625 o abans, pel mossèn ucraïnès Kassian Sakóvytx o Kassyan Sakowicz (1578-1647), a partir del polonès] i a l'antic eslau eclesiàstic (1688, per l'hierodiaca Teòfanes de Txúdov, aparentment també a partir del polonès). La majoria de les traduccions ignoraven que l'original fos en català i creien que era el castellà.